# باتريشيا كينيدي
باتريشيا كينيدي (بالإنجليزية: Patricia Kennedy)‏ هي ممثلة أسترالية، ولدت في 17 مارس 1916 في أستراليا، وتوفيت في 10 ديسمبر 2012.

## وصلات خارجية
- باتريشيا كينيدي على موقع IMDb (الإنجليزية)
- باتريشيا كينيدي على موقع قاعدة بيانات الفيلم (الإنجليزية)